# 小人 (傳說生物)
小人是指古今歷史上或傳說中身體特別矮小的人。以現代醫學的觀點來看，患有原始侏儒症者身高都不超過一公尺。

## 中国传说和歷史記載
见小人 (中国传说)主页

## 日本神話中的小人
在日本神话的人物中有一寸法师。

## 西方小說中的小人
在西方文化中，矮人是身材较为矮小的人形生物，虽然身材矮小但是体格却魁梧丰盈，有些有浓密的胡子。擅长锻造和工艺，双手灵巧，大多生活在矿山附近。有不少矮人是活跃的战士，有些喜欢喝酒。
《安徒生童話》中也有〈拇指姑娘〉的故事。白雪公主里有七个小矮人。在托尔金的作品中有哈比人。格列佛游记也有讲到小人国。

## 北欧神话
在北欧神话中也有侏儒（dvergr），侏儒是巨人的始祖尤弥尔的尸体冒出的蛆，其得到智慧后变成。居住在地底的国家史瓦托夫海姆（svartalfaheimr），由最初的侏儒摩索尼尔（motsognir）管理。摩索尼尔和第二个侏儒都灵（durin），一起用土壤制造侏儒同伴。侏儒一晒到阳光就会变石头而亡，曾经亚尔维斯（alviss）想趁托尔不注意娶他女儿，却被托尔问问题，在回答问题时没注意到天亮就晒到太阳石化。

## 現代醫學
原始侏儒症患者身高一般不會超過1米，美國密歇根州的卡拉迪约迪·布鲁利3岁半时，身高只有27英寸、体重10磅。原始侏儒症形成的原因一直是个医学之谜。